# 品川勝島倉庫爆発火災
品川勝島倉庫爆発火災（しながわかつしまそうこばくはつかさい）とは、1964年（昭和39年）7月14日21時55分に東京都品川区勝島1丁目の危険物保管倉庫で発生した爆発火災事故である。
倉庫に貯蔵されていた「硝化綿（ニトロセルロース）」から自然発火、無許可で貯蔵されていたアルコール類等に燃え移り、火災発生から1時間後に無許可貯蔵の「メチルエチルケトン・パーオキサイド」に引火して大爆発を起こした。
死者19人、負傷者117名に及ぶ被害を出した。死者19人のうち、18人は殉職した消防官、1人は殉職した消防団員である。
本件爆発事故を契機として危険物管理に関する法令が改正され、危険物貯蔵施設に対する行政措置権が強化された。

## 概要
1964年7月14日21時55分頃、東京都品川区勝島1-4-18の寶組勝島倉庫で、103号倉庫付近に野積みされていたドラム缶入りのニトロセルロースから出火。その火災が倉庫周辺に無許可で貯蔵されていたニトロセルロース、アセトン、アルコール類といった危険物に引火、爆発を引き起こしたものである。複数の消防署・出張所の望楼勤務員から「火災発見」の第一報を受けた東京消防庁は、「火災同時第二出場」を指令、その後すぐに「火災第三出場」も指令した。そして22時50分頃には現場に到着した消防隊の「応援要請」の連絡を受け最高ランクの出場態勢である「火災第四出場」をも、初めて指令。これによりポンプ車102台をはじめ、当時所有していた化学消防車22台全て、それと海側からは消防艇7隻など計173台の車両、消防職員1195名、消防団員381名を投入するなど、東京消防庁始まって以来の大規模な消防体勢を動員して消火活動に当たった。
22時55分頃、12号倉庫に無許可で保管されていたプラスチック硬化剤メチルエチルケトンパーオキサイド（商品名パーメックN）が爆発。寶組からの情報提供もなく、想定外の爆発であった。この爆発により、隣接する10号倉庫が崩壊し、外壁の下敷きになった品川消防署3名、大井・大森・蒲田・高輪の各消防署員、および消防団員１名の計19名のポンプ隊員が殉職した。道路を挟んだ現場指揮本部も吹き飛び、指揮を執っていた蒲田消防署長の外、指揮隊など158名の消防隊員が重軽傷を負った。同倉庫は20棟のうち10棟、7,500平方メートルが全焼し、約3時間半後の翌7月15日1時38分に鎮火した。現場は首都高速羽田線と建設中の東京モノレールに挟まれた一角で、首都高速道路は一時通行止めになった。

## 事故の背景
保管されていたニトロセルロースは大日本セルロイド製で、1964年東京オリンピックを控えた当時は、塗料の原料としての需要が高まっていた。発生4日前の7月10日に大井消防署が査察に入った際、危険物貯蔵許可を受けていた103号倉庫と105号倉庫以外の屋外にニトロセルロース（200キログラム入りドラム缶100本）を野積みしており、寶組は撤去指導を受けていた。
だが査察後も撤去しないばかりか保管量を増やし、火災当時は1,000本を超えるドラム缶が置かれていた。発生数日前、サンプル作成のためにドラム缶の内容物の一部を取り出した後の再密封が不完全で、湿潤させていたアルコールが気化してニトロセルロースが乾燥したことが発火の原因と推定されている。また、12号倉庫には当初モーターオイルを貯蔵しているとされていたが、鎮火後に焼け跡からメチルエチルケトンパーオキサイドの容器の残骸が見つかり、無許可で貯蔵していたことが発覚した。この薬品は衝撃等でも爆発する感度の強いもので、事故後の東京都議会での参考人質疑の際に東京消防庁幹部は爆薬同様であると発言している。

## 裁判
この事件で、8月5日に警視庁は、寶組の業務課長（50歳）・業務課長代理（38歳）・業務課倉庫係（29歳）を業務上失火・業務上失火致死傷および消防法違反で逮捕。上記3名は同26日に処分保留で釈放されたが、同日に寶組副社長兼倉庫部長（28歳）・倉庫担当専務取締役ら3名が業務上失火・業務上失火致死傷および消防法違反で、法人の寶組が消防法違反で書類送検された。
1969年6月30日、東京地裁は、寶組と副社長・専務を消防法違反で有罪とし、寶組に罰金5万円、副社長に懲役8月・執行猶予3年、専務に懲役7月・執行猶予3年の判決を下した。また業務課長・業務課長代理・倉庫係の3人にも消防法違反・業務上失火・業務上過失致死傷で有罪と認定し、禁固1年2月の実刑判決を下した。会社側は判決を不服として控訴。
1974年5月29日、控訴を受けた東京高裁は業務課長・業務課長代理・倉庫係の3人について、出火原因を確定できないとして業務上失火罪は無罪とし、消防法違反と業務上過失致死傷で禁固1年2月・執行猶予3年の判決を下した。副社長と専務については、控訴棄却とした。会社側は上告。
1976年11月17日、最高裁は上告を棄却し、刑が確定した。

## 余波
- 事故発生から6日後の7月20日夕方、同倉庫の守衛長・O（68歳）が川崎市の自宅で首に包丁を刺して自殺しているのが発見された。彼は1950年に守衛として入社し、その後守衛長に昇進していた。なお、Oは本件に関し、直接責任を負う立場ではなかった。